# Mislinja község
Mislinja község (szlovén nyelven Občina Mislinja) Szlovénia 212 alapfokú közigazgatási egységének, azaz községének egyike a Koroška statisztikai régióban. Adminisztratív központja Mislinja város. A községet 1994-ben alapították. Területe a történelmi szlovén Stájerország (Štajersko) régióhoz tartozott.   

## A községhez tartozó települések
A községhez Mislinja székhelyen kívül a következő települések tartoznak:
- Dovže
- Gornji Dolič
- Kozjak
- Mala Mislinja
- Paka
- Razborca
- Šentilj pod Turjakom
- Srednji Dolič
- Tolsti Vrh pri Mislinji
- Završe

## Népesség
| Lakosok száma | 4718 | 4690 | 4686 | 4669 | 4645 | 4580 | 4590 | 4580 | 4561 | 4567 |
|               | 2008 | 2009 | 2011 | 2012 | 2013 | 2015 | 2016 | 2017 | 2019 | 2020 |